# Věra Růžičková
Věra Růžičková (* 10. August 1928 in Brünn, Tschechoslowakei; † 24. November 2018) war eine tschechische Kunstturnerin.

## Karriere
Růžičková gewann bei den Olympischen Spielen 1948 in London mit der tschechoslowakischen Mannschaft die Goldmedaille im Mannschaftsmehrkampf. Noch im Jahr 1949 zog sie sich aus dem aktiven Turnsport zurück und arbeitete fortan als Trainerin und in der Sportverwaltung, letzteres bis in ihre 70er Jahre.
Vor dem Zweiten Weltkrieg war sie zudem im Schwimmen und Wasserspringen aktiv, später betätigte sie sich auch im Basketball.